# Вишнич, Бисерка
Бисерка Вишнич (до замужества — Рожич; хорв. Biserka Višnjić (Rožić); род. 10 октября 1953, Трогир, Сплитско-Далматинская жупания) — югославская и хорватская гандболистка, полевой игрок. Олимпийская чемпионка 1984 года, серебряный призёр летних Олимпийских игр 1980 года, чемпионка мира 1973 года, бронзовый призёр чемпионата мира 1982 года.

## Биография
Бисерка Вишнич родилась 10 октября 1953 года в югославском городе Трогир (сейчас в Хорватии).
Играла в гандбол на трогирский «Экономист», откуда в 1971 году перешла загребскую «Трешневку». В 1982 году в составе «Трешневки» завоевала Кубок ИГФ, став лучшим игроком и снайпером турнира. В 1984 году перебралась в японский «Омрон», в составе которого стала чемпионкой страны. Вернулась в «Трешневку», откуда в 1989 году перебралась в итальянский «Витторио-Венето», затем выступала за «Тайгер» из Палермо, с которым стала серебряным призёром чемпионата Италии. Завершила карьеру в 1993 году, выступая за хорватский ИНА из Сисака. 
В составе женской сборной Югославии три раза участвовала в чемпионатах мира: в 1973 году в Югославии (золотая медаль),  в 1982 году в Венгрии (бронзовая медаль), в 1986 году в Нидерландах (6-е место).
В 1979 году завоевала золотую медаль гандбольного турнира Средиземноморских игр в Сплите.
В 1980 году вошла в состав женской сборной Югославии по гандболу на летних Олимпийских играх в Москве и завоевала серебряную медаль. Играла в поле, провела 5 матчей, забросила 33 мяча (10 в ворота сборной ГДР, 9 — Чехословакии, 8 — Конго, 5 — Венгрии, 1 — СССР), став лучшим снайпером турнира.
В 1984 году вошла в состав женской сборной Югославии по гандболу на летних Олимпийских играх в Лос-Анджелесе и завоевала золотую медаль. Играла в поле, провела 4 матча, забросила 15 мячей (по 5 в ворота сборных Австрии, Южной Кореи и Китая).
В течение карьеры провела за женскую сборную Югославии 124 матча, забросила 399 мячей.